# FC Taganrog
El FC Taganrog (del ruso: ФК Таганрог) es un club de fútbol ruso de la ciudad de Taganrog, fundado en 2006. El club disputa sus partidos como local en el estadio Torpedo y juega en la segunda división, el tercer nivel en el sistema de ligas ruso.

## Jugadores
Actualizado al 6 de septiembre de 2012, según RFS (enlace roto disponible en Internet Archive; véase el historial, la primera versión y la última)..